# 노스티퍼레리주

노스티퍼레리 주의 위치

노스티퍼레리주(영어: North Tipperary, 아일랜드어: Tiobraid Árann Thuaidh 투브라드 아란 후어그)는 아일랜드에 있던 주로 주도는 니나이며 면적은 2,046km2, 인구는 70,322명(2011년 기준)이다. 2014년 노스티퍼레리 주와 사우스티퍼레리 주가 티퍼레리주로 통합되면서 소멸되었다.